# CODOG

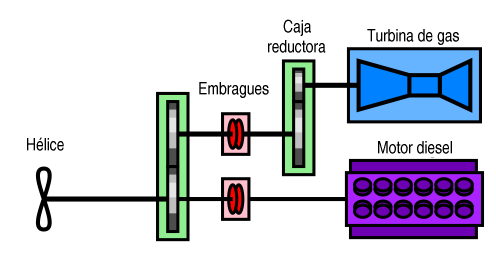
Esquema d'un sistema CODOG.

 CODOG  (Combined Diesel or Gas - Combinat dièsel o gas) és un tipus de sistema de propulsió naval per a vaixells que requereixen una velocitat màxima considerablement major que la seva velocitat de creuer, particularment navilis de guerra com les fragata sobre corbetes modernes. Aquest sistema de propulsió podem trobar-lo en les noves fragates espanyoles classe Alvaro de Bazan, (F100), construïdes per les drassanes militars de Navantia a Ferrol, amb motors dièsel Bravo 12 construïts a la Fàbrica de Motors de Navantia a Cartagena, els dos motors dièsel tenen una potència de 4.500 kW cadascun.
Per cada arbre d'hèlix hi ha un motor dièsel per a velocitat de creuer i una turbina de gas amb transmissió i reducció mecànica per ràfegues d'alta velocitat. Tots dos propulsors estan connectats a l'arbre mitjançant embragatges, però només es pot utilitzar un a la vegada, a diferència dels sistemes CODAG, que poden utilitzar la potència combinada de tots dos. L'avantatge dels sistemes CODOG és una transmissió més simple, a costa de requerir turbines de gas més potents (o en major quantitat) per erogar la mateixa potència, i el consum de combustibles més gran comparat amb CODAG.